# Tracy Bond
 (janvier 2024).
Si vous disposez d'ouvrages ou d'articles de référence ou si vous connaissez des sites web de qualité traitant du thème abordé ici, merci de compléter l'article en donnant les références utiles à sa vérifiabilité et en les liant à la section « Notes et références ».
Pour les articles homonymes, voir Bond.
Teresa « Tracy » Bond, née Draco, Comtesse di Vicenzo, est un personnage de fiction de l'univers de James Bond. Elle joue un rôle très particulier dans la saga. Elle apparaît dans le roman Au service secret de Sa Majesté publié en 1963 ainsi que dans l'adaptation qui en est tirée en 1969.
Il s'agit de la première femme à avoir épousé l'agent 007 (la seconde étant Kissy Suzuki). Mal lui en prit, puisqu'elle meurt de la main même du pire ennemi de James Bond, Blofeld. Cette fille du chef de la mafia corse, Marc-Ange Draco, est un personnage suicidaire et dépressif qu'un court séjour avec James Bond modifiera sensiblement. Tracy aide Bond à échapper à Blofeld et à ses hommes de main.

## Biographie

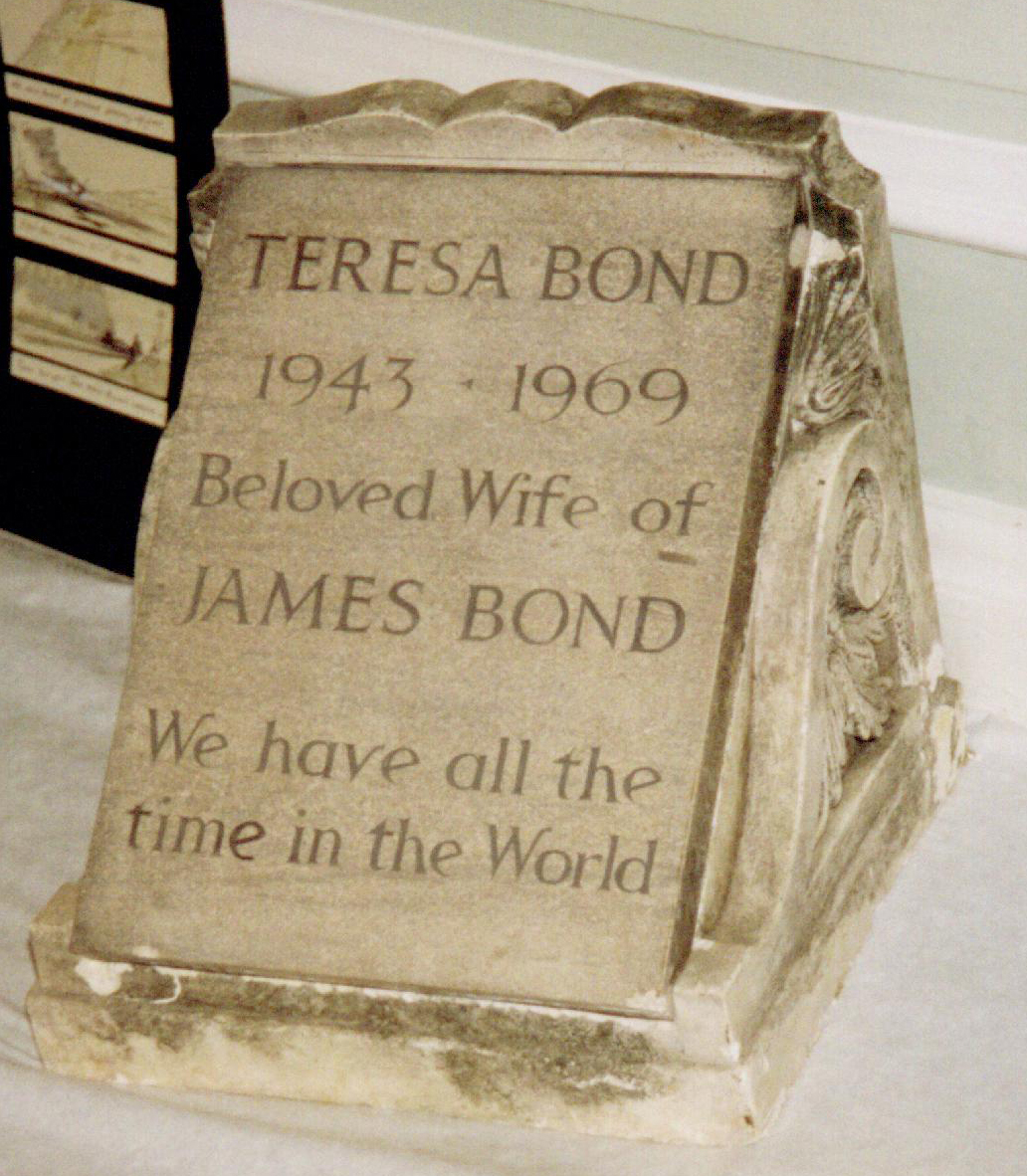
La pierre tombale de Tracy Bond, visible dans le pré-générique de Rien que pour vos yeux.

### Roman
Teresa Draco nait en 1943. Elle est la fille unique de Marc-Ange Draco, chef de l'Union corse. Sa mère meurt en 1955. Son père l'envoie alors dans un internat en Suisse.
Elle se marie ensuite au comte Giulio di Vicenzo, mais le mariage est un échec : son mari meurt dans un accident de voiture avec l'une de ses maîtresses. De plus, elle aura un enfant qui décèdera des suites d'une méningite. Désespérée, elle tente de se suicider, mais elle  est alors sauvée par James Bond.
Elle est tuée par Irma Bunt, pour le compte d'Ernst Stavro Blofeld.

## Suite de sa mort

### Romans
Dans la chronologie des romans, la mort de Tracy laisse James Bond en piteux état. Dans On ne vit que deux fois, il se met à boire beaucoup d'alcool. M songe à le radier du MI6 mais Sir James Molony, un neurologue renommé, conseille de lui laisser une dernière chance. Il pense en effet qu'une mission impossible à accomplir pourrait ressusciter l'agent hors pair qu'était Bond. M se laisse convaincre et le transfère à la section diplomatique, sous le matricule 7777.

### Films
Dans la chronologie des films, Bond traque Blofeld dans la séquence de pré-générique de Les diamants sont éternels, puis le retrouve durant le film, mais il ne fait que le rendre hémiplégique. Dans les films ci-dessous, on trouve plusieurs références à Tracy.
- L'Espion qui m'aimait : Anya Amasova récite à James Bond quelques faits de sa vie, dont le fait qu'il a été marié une fois et que sa femme a été tuée.
- Rien que pour vos yeux : James Bond se rend sur la tombe de sa femme, avant d'être pris en chasse par Blofeld en hélicoptère qui porte autour du cou le même plâtre que dans Au service secret de sa majesté, après s'être fait étrangler par une branche d'arbre à la suite d'un corps à corps avec 007.
- Permis de tuer : lors du mariage de Felix Leiter, Della, la femme de ce dernier jette sa jarretière. C'est Bond qui la rattrape. Della lui dit alors qu'il sera le prochain à se marier. Bond semble alors contrarié. Surprise, Della demande à son mari de lui expliquer la réaction de 007, qui lui explique qu'il a déjà été marié mais qu'il a perdu sa femme.
- GoldenEye : vers la fin du film, Alec Trevelyan demande à Bond s'il a trouvé le pardon, dans les bras de toutes ces femmes consentantes, pour toutes celles dont il n'a pu éviter la mort.
- Le monde ne suffit pas : quand Bond rencontre Elektra King, cette dernière lui demande s'il a déjà perdu un être cher. Il change de sujet rapidement.

## Cinéma
Elle est interprétée par Diana Rigg dans Au service secret de Sa Majesté sorti en 1969.

## Jeu vidéo
Le personnage apparaît dans 007 Legends en 2012.